# 赤叉尾蜂鸟
，是雨燕目蜂鸟科的一种鸟类。

## 特征
赤叉尾蜂鸟体重约12.11克，翼长约75.1毫米，嘴峰长约30.3毫米，喙宽度约2.8毫米，喙厚度约3.1毫米，跗蹠长约5.8毫米，尾长约74.1毫米。赤叉尾蜂鸟在其分布区内为留鸟，其栖息在密集的高大树木组成的森林中，食性为草食性，主要食物来源是植物的花蜜。

## 亚种
- ：西至委内瑞拉东南部和东部，东至苏里南，南至巴西亚马逊河中部。
- ：分布于法属圭亚那和巴西东部。
- ：分布于巴西亚马逊州东部。[4]